# Міхал Пападопулос
Міхал Пападопулос (чеськ. Michal Papadopulos, нар. 14 квітня 1985, Острава) — чеський футболіст, нападник клубу «Карвіна».
Виступав, зокрема, за клуби «Баєр 04» та «Заглемб'є» (Любін), а також національну збірну Чехії.
Чемпіон Англії. Володар Кубка Чехії. Чемпіон Польщі.

## Клубна кар'єра
Народився 14 квітня 1985 року в місті Острава.
У дорослому футболі дебютував 2002 року виступами за команду «Банік», в якій провів один сезон, взявши участь у 13 матчах чемпіонату. 
Згодом з 2003 по 2005 рік грав у складі команд «Арсенал» та «Банік». Протягом цих років виборов титул чемпіона Англії, ставав володарем Кубка Чехії.
Своєю грою за останню команду привернув увагу представників тренерського штабу клубу «Баєр 04», до складу якого приєднався 2006 року. Відіграв за команду з Леверкузена наступні два сезони своєї ігрової кар'єри.
Протягом 2008—2012 років захищав кольори клубів «Енергі», «Млада Болеслав», «Геренвен», «Жемчужина» (Сочі) та «Ростов».
У 2012 році уклав контракт з клубом «Заглемб'є» (Любін), у складі якого провів наступні п'ять років своєї кар'єри гравця.  Більшість часу, проведеного у складі любінського «Заглембє», був основним гравцем атакувальної ланки команди.
З 2017 по 2020 рік продовжував кар'єру в клубах «П'яст» (Гливиці) та «Корона» (Кельці).
До складу клубу «Карвіна» приєднався 2020 року. Станом на 4 травня 2023 року відіграв за команду з Карвіни 80 матчів в національному чемпіонаті.

## Виступи за збірні
У 2001 році дебютував у складі юнацької збірної Чехії (U-17), загалом на юнацькому рівні взяв участь у 34 іграх, відзначившись 12 забитими голами.
Протягом 2004–2007 років залучався до складу молодіжної збірної Чехії. На молодіжному рівні зіграв у 27 офіційних матчах, забив 4 голи.
У 2008 році дебютував в офіційних матчах у складі національної збірної Чехії.

## Статистика виступів

### Статистика виступів за збірну
| Дата       | Місто   | Господарі   | Результат               | Гості             | Турнір            | Голи | Примітки |
| ---------- | ------- | ----------- | ----------------------- | ----------------- | ----------------- | ---- | -------- |
| 20-8-2008  | Лондон  | Англія      | 2 – 2                   | Чехія             | товариський матч  | -    |          |
| 10-10-2009 | Прага   | Чехія       | 2 – 0                   | Польща            | Відбір до ЧС 2010 | -    |          |
| 14-10-2009 | Прага   | Чехія       | 1 – 0                   | Північна Ірландія | Відбір до ЧС 2010 | -    |          |
| 15-11-2009 | Аль-Айн | ОАЕ         | 0 – 0 д.ч. (3 – 2 п.п.) | Чехія             | товариський матч  | -    |          |
| 18-11-2009 | Аль-Айн | Азербайджан | 2 – 0                   | Чехія             | товариський матч  | -    |          |
| 3-3-2010   | Глазго  | Шотландія   | 1 – 0                   | Чехія             | товариський матч  | -    |          |
| Усього     |         | Матчів      | 6                       |                   | Голів             | 0    |          |

| Дата       | Місто              | Господарі            | Результат               | Гості                | Турнір                             | Голи | Примітки |
| ---------- | ------------------ | -------------------- | ----------------------- | -------------------- | ---------------------------------- | ---- | -------- |
| 25-6-2004  | Київ               | Україна              | 3 – 1                   | Чехія                | Товариський матч                   | -    |          |
| 18-8-2004  | Млада Болеслав     | Чехія                | 0 – 0                   | Греція               | Товариський матч                   | -    |          |
| 7-9-2004   | Геренвен (громада) | Нідерланди           | 0 – 0                   | Чехія                | Кваліфікація молодіжного Євро-2006 | -    |          |
| 8-10-2004  | Млада Болеслав     | Чехія                | 4 – 1                   | Румунія              | Кваліфікація молодіжного Євро-2006 | -    |          |
| 13-10-2004 | Єреван             | Вірменія             | 0 – 4                   | Чехія                | Кваліфікація молодіжного Євро-2006 | -    |          |
| 17-11-2004 | Скоп'є             | Північна Македонія   | 2 – 2                   | Чехія                | Кваліфікація молодіжного Євро-2006 | -    |          |
| 25-3-2005  | Млада Болеслав     | Чехія                | 3 – 0                   | Фінляндія            | Кваліфікація молодіжного Євро-2006 | -    |          |
| 6-7-2005   | Млада Болеслав     | Чехія                | 2 – 0                   | Північна Македонія   | Кваліфікація молодіжного Євро-2006 | 1    |          |
| 17-8-2005  | Єнчепінг           | Швеція               | 1 – 1                   | Чехія                | Товариський матч                   | -    |          |
| 3-9-2005   | Неводарі           | Румунія              | 0 – 0                   | Чехія                | Кваліфікація молодіжного Євро-2006 | -    |          |
| 7-9-2005   | Угерске Градіште   | Чехія                | 6 – 0                   | Вірменія             | Кваліфікація молодіжного Євро-2006 | 2    |          |
| 7-10-2005  | Млада Болеслав     | Чехія                | 2 – 4                   | Нідерланди           | Кваліфікація молодіжного Євро-2006 | -    |          |
| 3-1-2006   | Ізмір              | Туреччина            | 1 – 0                   | Чехія                | Товариський матч                   | -    |          |
| 15-8-2006  | Кромержиж          | Чехія                | 0 – 1                   | Сербія               | Товариський матч                   | -    |          |
| 2-9-2006   | Фамагуста          | Кіпр                 | 0 – 2                   | Чехія                | Кваліфікація молодіжного Євро-2007 | -    |          |
| 6-9-2006   | Угерске Градіште   | Чехія                | 2 – 1                   | Білорусь             | Кваліфікація молодіжного Євро-2007 | -    |          |
| 6-10-2006  | Яблонець-над-Нисою | Чехія                | 2 – 1                   | Боснія і Герцеговина | Кваліфікація молодіжного Євро-2007 | -    |          |
| 10-10-2006 | Сараєво            | Боснія і Герцеговина | 1 – 1                   | Чехія                | Кваліфікація молодіжного Євро-2007 | -    |          |
| 14-11-2006 | Фрозіноне          | Італія               | 0 – 0                   | Чехія                | Товариський матч                   | -    |          |
| 6-2-2007   | Алканена           | Чехія                | 2 – 0                   | Словенія             | Товариський матч                   | -    |          |
| 8-2-2007   | Абрантеш           | Португалія           | 1 – 1 д.ч. (4 – 1 п.п.) | Чехія                | Товариський матч                   | -    |          |
| 27-3-2007  | Дюссельдорф        | Німеччина            | 1 – 0                   | Чехія                | Товариський матч                   | -    |          |
| 14-6-2007  | Неймеген           | Чехія                | 0 – 1                   | Сербія               | Молодіжне Євро-2007 - 1-й етап     | -    |          |
| 17-6-2007  | Арнем              | Італія               | 3 – 1                   | Чехія                | Молодіжне Євро-2007 - 1-й етап     | 1    |          |
| Усього     |                    | Матчів               | 23                      |                      | Голів                              | 4    |          |

## Титули і досягнення
- Чемпіон Англії (1):

«Арсенал»: 2003-2004
- Володар Кубка Чехії (1):

«Банік»: 2004-2005
- Чемпіон Польщі (1):

«П'яст» (Глівіце): 2018-2019